# Scénario (téléthéâtre)
Pour les articles homonymes, voir Scénario (homonymie).
Scénario est une émission de télévision québécoise de téléthéâtre, dont chaque thème est découpé en quatre ou trois parties de 25 minutes, diffusée à partir du 1er octobre 1976 à la Télévision de Radio-Canada.

## Épisodes

### Épisode 1:Rose et Henri
- Synopsis : Dans le courrier, Rose remarque une lettre adressée à Henri. Il s'agit d'une note disant que « les services d'Henri ne sont plus requis ».
- Distribution : Maurice Beaupré, Marc Bellier, Mario Bigras, Josée Cusson, Pat Gagnon, Amulette Garneau, Guy Godin, Paul Guèvremont, Monique Joly, Nicole Lecavalier, Jean Mathieu, Aubert Pallascio, Juliette Petrie, Gilles Renaud, Pascal Rollin, Guy Vauthier
- Scénarisation : André Caron
- Réalisation : Jean-Yves Laforce
- Dates de diffusion : 1er, 8, 15 et 22 octobre 1976

### Épisode 2:Un jour, ils eurent l'idée de s'acheter une maison à la campagne
- Synopsis (1) : Un couple vient déménager dans une maison à la campagne. Le toit coule; le propriétaire explique à Pierrette que tout se répare, que ce n'est rien. Mais elle demeure méfiante et croit s'être fait rouler.
- Synopsis (2) : Pierrette et Jean attendent le propriétaire qui doit amener deux chômeurs. Mme Perron vient faire un brin de causette. Pierrette se sent seule. Jean va souvent jouer au billard.
- Synopsis (3) : Jean invite un couple de voisins à venir passer la soirée chez lui. Pierrette est seule à les accueillir. Elle est découragée. Va-t-elle quitter Jean ?
- Distribution : Jean Brousseau, Anne Caron, Jacinthe Chaussé, Michel Forget, Lut Gingras, Blaise Gouin, Guy L'Écuyer, Normand Lévesque, Benoît Marleau, Jean Perraud, Louise Rémy, José Rettino, Yolande Roy, Daniel Tremblay, Marthe Turgeon
- Scénarisation : Claire Richard
- Réalisation : Jean Gaumont
- Dates de diffusion : 29 octobre, 26 novembre, 3 et 10 décembre 1976

### Épisode 3:Le Temps devant
- Synopsis (4) : « Le Temps devant Luc ». — Luc est encore étudiant. C'est Georges qui paye ses études. Luc n'aime pas l'université et annonce à son frère aîné qu'il s'en va dans le Sud avec une bande d'amis.
- Distribution : Michelle Rossignol, Jean Marie Blanchette, Marc Legault et Gilbert Comtois
- Scénarisation : Gilles Archambault
- Réalisation : James Dormeyer
- Dates de diffusion : 17, 24, 31 décembre 1976 et 7 janvier 1977

### Épisode 4:Plus ça change, moins c'est pareil
- Synopsis (2) : André, travailleur dans une usine, a une offre alléchante d'un ancien camarade. Va-t-il accepter ce travail qui semble un peu louche ?
- Synopsis (3) : Claire a décidé de travailler à l'extérieur de la maison. Comment son mari réagira-t-il de cette nouvelle vie ?
- Synopsis (4) : « Denise ». La vie décontractée de la fille d'Andre et de Claire. Elle a un problème qu'elle assumera tout simplement, sans histoire, sans chichi, comme cela se passe dans le monde actuel.
- Distribution : Paule Baillargeon, Jean Besré, René Caron, Michel Dumont, Louisette Dussault, Hubert Fielden, Pat Gagnon, Paul Gauthier, Jacques Godin, Pauline Lapointe, Michelle Léger, Jean Mathieu, Huguette Oligny, Gilles Renaud, Marcel Sabourin, Lionel Villeneuve, Jacques Zouvi
- Scénarisation : Dominique de Pasquale et Ronald Prégent
- Réalisation : Gilles Sénécal
- Dates de diffusion : 14, 21, 28 janvier et 4 février 1977

### Épisode 5:La Fausse Représentation
- Synopsis : Un écrivain se rend chez le psychiatre pour s'y faire soigner. Le malade se prend pour un artiste inconnu et éprouve des difficultés à convaincre le médecin de le guérir de toute urgence.
- Distribution : Jean Besré, Jacinthe Chaussé, Gaétan Labrèche, Vincent Roberge, Michel Vincent
- Scénarisation : Jacques Sénécal
- Réalisation : Claude Désorcy
- Date de diffusion : 11 février 1977

### Épisode 6:Les Midis de Julie
- Synopsis : Julie, secrétaire dans un hôpital, et Olivier, directeur dans un ministère, se rencontrent sur le banc d'un parc et échangent des confidences.
- Distribution : Denyse Chartier et Gilles Renaud
- Scénarisation : Françoise Chartier
- Réalisation : Gilles Senécal
- Date de diffusion : 18 février 1977

### Épisode 7:Les Consolations
- Synopsis : François et Pauline sont mariés depuis 12 ans et ont deux enfants, Rafaele et Frédérique. François est pianiste de carrière et fait de plus en plus de grandes tournées. Pauline se sent délaissée : seule à la campagne, elle s'ennuie, ses enfants allant à l'école. Un soir, son mari, revenant d'un voyage, la retrouve au lit : elle étouffe. En se rendant à l'hôpital, un dialogue s'établit entre le médecin et François.
- Distribution : Paul Berval, Andrée Cousineau, Roland D'amour, Vincent Davy, Jean Gascon, Gaétan Girard, Georges Groulx, Léo Ilial, Monique Lepage, Elizabeth LeSieur, Frédérique Lorain, Rafaelle Lorain
- Scénarisation : Jacques Lorain
- Réalisation : Guy Hoffmann
- Dates de diffusion : 25 février, 4, 11 et 18 mars 1977

### Épisode 8:Échec et mat
- Synopsis : « La Reine » (1), « Le Roi » (2), « Le Fou (3), « La Tour » (4). Une famille ouvrière, dans un quartier populaire de Montréal, est touchée par l'inflation, le chômage et le bien-être social.
- Distribution : Jacques Galipeau, Suzanne Langlois, Denis Mercier, Christine Olivier, Pascal Rollin
- Scénarisation : Jean Trudelle
- Réalisation : Jac Ségard
- Dates de diffusion : 25 mars, 1er, 8 et 15 avril 1977

### Épisode 9:Le Train sauvage
- Synopsis (1) : Un homme, atteignant l'âge mur, remet tout en question autour de lui.
- Synopsis (2) : Dans sa recherche de lui-même, Pierre entretient des relations avec une chanteuse de cabaret.
- Synopsis (3) : Malgré de nombreux efforts de la part de son ami Claude, Pierre continue à fréquenter Sophie.
- Distribution : Rolland Bédard, Dorothée Berryman, Mane-Denyse Daudelin, Robert Gagnon, Robert Gravel, Jacques L'Heureux, Raymond L'Heureux, Louise Laparé, Anne-Marie Provencher, François Tassé
- Scénarisation : Raymond Plante
- Réalisation : Pierre-Jean Cuillerrier
- Dates de diffusion : 23 et 30 septembre, 21 et 28 octobre 1977

### Épisode 10:Le Refuge
- Distribution : Géo T. Bélisle, Yvon Bouchard, Gilles Cloutier, Gilbert Comtois, Mane-Denyse Daudelin, Paul Dion, Pierre-André Fournier, Reine France, Amulette Garneau, Mélissa Garnier, Benoît Girard, Arthur Grosser, Nettie Harris, Jean-Guy Latour, Gaston Lepage, Robert Maltais, Jacques Morin, Guy Nadon, Maxime Panaccio, Jean-Michel Picard, Salvatore Sciascia, Sophie Sénécal, Marie-Josée Thériault
- Réalisation : Jac Ségard
- Scénario : Gilbert Larocque
- Dates de diffusion : 4, 11, 18 et 25 novembre 1977

### Épisode 11:De l'autre côté du miroir
- Distribution : David Bagdoo, Céline Blanchard, Yamiiey Cadet, Jacques Duchesne, Claude Gagnon, Denis Gagnon, Gaétan Girard, Michel Jodoin, Louise Laparé, Gilbert Leblanc, Bondfield Marcoux, Anne Mathieu, Nicole-Éva Morin, Thérèse Pinsonnault, Lorraine Pintal, André Richard, Martine Riopelle, Ginet Saint-Laurent, Sylvie Saint-Laurent, Jean-Claude Sapre, Suzanne Tétreault
- Scénarisation : Francine Ruel
- Réalisation : Renault Gariépy
- Dates de diffusion : 2, 9, 16 et 30 décembre 1977

### Épisode 12:Le Quatrième Âge
« Le Quatrième Âge » redirige ici. Pour les autres significations, voir Quatrième âge.
- Synopsis : Histoire sur le pouvoir d'illusion de tous les Pères Noël sur notre vie.
- Distribution : Andrée Basilières, Pierrette Beaudoin, Gilbert Comtois, Denis Gagnon, Roger Garceau, Danielle Gendron, Annie Kiperqualuk, Jacques Lorain, Walter Massey, Lydia Novalinga, Madeleine Pageau, Erwin Potitt, Jean A. Richard, André Saint-Denis, Gisèle Trépanier, Serge Turgeon, Réjean Wagner
- Scénarisation : François Tassé
- Réalisation : Gilles Sénécal
- Date de diffusion : 24 décembre 1977

### Épisode 13:La Télévision du bonheur
- Distribution : Jacqueline Barrette, Pierre Beaudry, Jean-Pierre Bélanger, Alpha Boucher, Marc Briand, André Cartier, Denyse Chartier, Jean-Pierre Chartrand, Colette Courtois, Pierre Curzi, Michèle Deslauriers, Yvon Dumont, Jacques Fauteux, Denise Filiatrault, Nicole Filion, Bertrand Gagnon, Claude Gai, Gaétan Gravel, Roger Joubert, Jacques L'Heureux, Pierre Labelle, Gaétan Labrèche, André Lacoste, Suzanne Langlois, Pauline Lapointe, Jean-Guy Latour, Marc Legault, Mario Lirette, Benoît Marleau, Jean Mathieu, Denis Mercier, Marc Messier, Claude Meunier, Lorraine Pintal, Gérard Poirier, Claude Ravenel, Christiane Raymond, Marcel Sabourin, Serge Thériault, Jacques Thisdale, Christian Tourangeau, Daniel Tremblay, Roger Turcotte
- Scénarisation : Jacqueline Barrette, Isabelle Doré, Jacques Grisé, Claude Meunier, Jean-Pierre Plante, Serge Thériault
- Réalisation : Raymonde Boucher
- Dates de diffusion : 13, 20 27 janvier et 3 février 1978

### Épisode 14:La Rose des sables
- Distribution : Jean-Pierre Bergeron, Janette Bertrand, Suzane Bouchard, Dominique Briand, Colette Courtois, Jean Coutu, Louis de Santis, Gilles Desrochers, Isabelle Doré, Anne-Marie Ducharme, Pierre Dufresne, Monique Fauteux, Daniel Gadouas, Claude Gassé, Marcel Girard, Georges Groulx, Sylvie Heppel, Suzanne Lafortune, Jean Lajeunesse, Françoise Lemaître-Auger, Louise Marleau, Marc Messier, Jean-Claude Meunier, Michel Prévost, Bruno Raggi, Renée-Claude Riendeau, Fernand Sainte-Marie, Yvette Thuot, Liette Tomez
- Scénarisation : Roger Fournier
- Réalisation : James Dormeyer
- Dates de diffusion : 20, 27 février, 6 et 13 mars 1978

### Épisode 15:Puzzle
- Distribution : Pierre Di Pasquale, Marcel Gauthier, Laurent Imbault, Suzanne Langlois, Louise Laparé, Michelle Léger, Jean-Pierre Masson, Marc Messier, Claude Michaud, Jean-René Ouellet, Johanne Seymour
- Scénarisation : Pierre Gouiet
- Réalisation : André Bousquet
- Dates de diffusion : 20, 27 mars, 3 et 10 avril 1978

### Épisode 16:La Mémoire cassée
- Distribution : Sylvie Beauregard, François Bégin, Arthur Bergeron, Dorothée Berryman, Jocelyn Bérubé, Diane Boeki, Michel Boudot, Alain Charbonneau, Emmanuel Charpentier, Pierre Curzi, René Gagnon, Michel Gamache, Jacqueline Gauthier, Peter George, Geneviève Guité, Yves Jacques, George Juriga, Ludmilla Juriga, Léopold-Serge Ladouceur, Jacques Lavallée, André Leclerc, Raymond Legault, Pierre Lescaut, Charles Linton, Danièle Panneton, Jacques Paquet, André Parenteau, Jogues Pelletier, Jacques Piperni, Christiane Raymond, José Rettino, Robert Rivard, Christiane Robichaud, Michelle Rossignol, Martine Rousseau, Marcel Sabourin, Henri Saint-Georges, Louise Saint-Pierre, Sophie Sénécal, Gilbert Sicotte, Mireille Thibault, Olivette Thibault, Francine Tougas, Jean-Guy Viau, Réjean Wagner
- Scénarisation : Jean-François Garneau
- Réalisation : Gilles Sénécal
- Dates de diffusion : 18 et 24 avril, 1er et 8 mai 1978

### Épisode 17:Fascination
- Synopsis (2) : Un homme mystérieux poursuit Geneviève. Quels sont les motifs profonds qui le font agir de façon bizarre ?
- Synopsis (3) : Alfred Coutu découvre la gravité de l'état psychologique de son père. Comment va-t-il réagir à cette découverte ?
- Distribution : Monique Chabot, Paul Dion, Anne-Marie Ducharme, Alain Fournier, Bertrand Gagnon, Claude Gassé, Éric Gaudry, Paul Gauthier, Lut Gingras, Lisette Guertin, Marc Hébert, Laurent Imbault, Suzanne Langlois, Jean-Pierre Légaré, Elizabeth LeSieur, Benoît Marleau, Marthe Nadeau, Christine Olivier, Patrick Peuvion, Béatrice Picard, Thérèse Pinsonnault, Raymond Poulin, Denise Proulx, Janine Sutto, Antoinette Verville
- Scénarisation : Louise Montpetit et Raymond Montpetit
- Réalisation : Roger Fournier
- Dates de diffusion : 15, 22 et 29 mai 1978

### Épisode 18:Trois jours de grâce
- Distribution : Anne Dandurand, Mireille Deyglun, Ronald France, J.-Léo Gagnon, Pierre Gobeil, Monique Joly, Marc Labrèche, Hubert Loiselle
- Scénarisation : François Tassé
- Réalisation : Jean-Yves Laforce
- Dates de diffusion : 25 octobre, 1er et 8 novembre 1978

### Épisode 19:Journal en images froides
- Synopsis : À la suite d'un accident de voiture, le petit François est paralysé des deux jambes. Son père lui offre une vidéo-cassette dont François se sert comme d'un journal intime. Il met en images le monde des adultes, celui de son frère ainé, délinquant.
- Distribution : Iliya Babic, Hans Bédard, Mario Benoît, Charlotte Boisjoli, André Bombardier, Jocelyne Boutin, Denis Brosseau, Marie Cantin, Mario Chandonnet, Alain Charbonneau, Jean Chicoine, Sophie Clément, Anne Dandurand, Jean-Jacques Desjardins, Françoise Faucher, Claude Gassé, Fernand Gignac, Jacques Godin, Paul Guèvremont, André Lacoste, Michel Lalonde, Jean-Guy Latour, Pierre Lebeau, Ève-Marie Maletto, Marc Messier, Barbara Pagé, André Perreault, Claude Régent, François Routhier, Roger Thibodeau, Jacques Tourangeau, Michel Trudeau, Antoinette Verville, Michel Vimont
- Scénarisation : Marie-Claire Blais
- Réalisation : James Dormeyer
- Dates de diffusion : 15, 22, 29 novembre et 6 décembre 1978

### Épisode 20:La Peur du voyage
- Synopsis : L'histoire du divorce d'un couple, Robert et Lise, et ses conséquences tragiques sur leurs filles, Josée et Anne.
- Distribution : Réal Béland, Louise Bombardier, Caroline Carel, Andrée Cousineau, Christiane Delisle, Gisèle Dufour, Denise Filiatrault, Bertrand Gagnon, Amulette Garneau, Réjean Guénette, Pierre Lebeau, Benoît Marleau, Marthe Nadeau, Guy Provost, Ginette Ravel, Janine Sutto
- Scénarisation : Monica Mourti
- Réalisation : Aurèle Lacoste
- Dates de diffusion : 13, 20, 27 décembre 1978 et 6 janvier 1979

### Épisode 21:Ariane
- Synopsis : . Guy semble inconsolable de la mort de sa mère. Sa femme Anne le presse de se remettre à vivre et lui se questionne, se cherche, attend. À défaut de maîtresse véritable, il s'en crée une en imagination.
- Distribution : Francisca de Oliveira, Jacques Godin, Claude Grisé, Lisette Guertin, Paul Hébert, Laurent Imbault, Roland Jetté, Raymond L'Heureux, Andrée Lachapelle, Raymond Legault, Sophie Léger, Michel Mondie, Aubert Pallascio, Yolande Parent, Linda Plamondon, Pascal Rollin, Sébastien Rose
- Scénarisation : Nicolas Bornemisza et Diane Cousineau—Fancott
- Réalisation : Jac Ségard
- Dates de diffusion : 10, 17, 24 et 31 janvier 1979

### Épisode 22:La Femme au géranium
- Synopsis : Histoire d'une femme de 65 ans. Jeune fille, elle a résisté à tous les tabous de son époque. Sexagénaire, elle continue à relever tous les défis.
- Distribution : Louise Bombardier, Denise Clairoux, Michel Côté, Carnieri de Pontbriand, Marie-Lou Dion, Roger Garceau, Claude Gassé, Léo Ilial, Louise Lambert, Jean-Marie Lemieux, Marc Messier, Michel Mondy, Hubert Noël, Huguette Oligny, Guy Thauvette, Olivette Thibault, Gisèle Trépanier
- Scénarisation : Micheline Guénn et Andrée St-Laurent
- Réalisation : Guy Hoffmann
- Dates de diffusion : 7, 14, 21 et 28 février 1979

### Épisode 23:Le Cerisier
- Synopsis : Les mini-aventures de quatre jeunes étudiantes habitant à la cité universitaire de Québec.
- Distribution : Yvon Dufour, Denise Gagnon, Germain Houde, Diane Jules, Sarah Lamarque, Dominic Lavallée, René Massicotte, Jean-Pierre Matte, Noel Moisan, Pierre Powers, Nicole-Marie Rhéault, Irène Roy, Andrée Samson, Manon Vallée
- Scénarisation : Hélène Gagnon-Gamache et Marthe Simard-Maltais
- Réalisation : Jean-Pierre Ratté
- Dates de diffusion : 7, 14, 21 et 28 mars 1979